# Potentiële energie

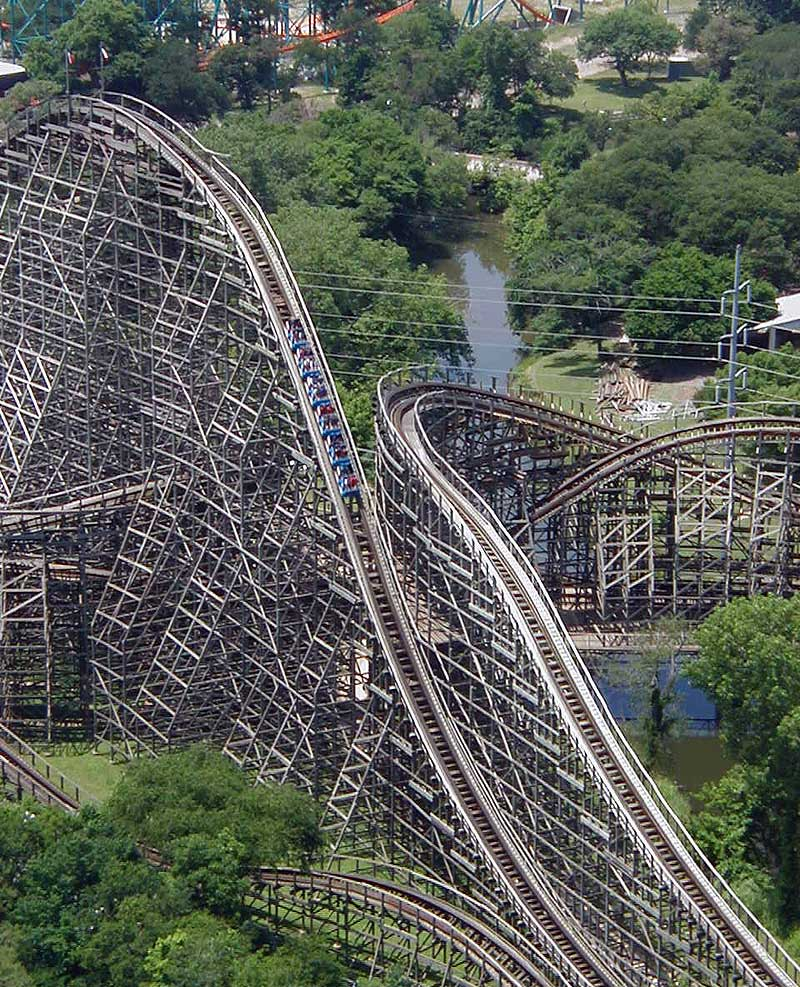
De wagentjes in een achtbaan bereiken hun maximale potentiële energie op de top, vlak voor zij zich naar beneden storten. De wrijving buiten beschouwing latend, is eenmaal beneden alle potentiële energie van het wagentje omgezet in kinetische energie

In de natuurkunde is de potentiële energie de arbeid die een voorwerp in staat is (= de potentie heeft) te verrichten als gevolg van de toestand waarin het voorwerp zich bevindt. Deze toestand kan de situering in een krachtenveld zijn of de interne configuratie van het voorwerp. Potentiële energie wordt veelal aangeduid met {\displaystyle E_{\text{pot}}} of {\displaystyle U_{\text{pot}}}. Bekende voorbeelden van potentiële energie zijn een voorwerp in het gravitatieveld van de aarde, een geladen deeltje in een elektrisch veld en de energie van een gespannen veer. De SI-eenheid voor (potentiële) energie is de joule (J).

## Algemene opmerkingen
Potentiële energie is slechts bepaald als het verschil in energie ten opzichte van een referentieniveau. De referentie-situatie voor elektrostatische potentiële energie, waarbij de potentiële energie op nul wordt gesteld, wordt vaak gekozen als die die waarbij de ladingen zich oneindig ver van elkaar bevinden. Bij twee positieve of twee negatieve ladingen op eindige afstand van elkaar is de potentiële energie van de configuratie positief, omdat arbeid moet worden verricht om deze vanuit de referentie-situatie tegen de afstotende kracht in tot stand te brengen. Bij een positieve en een negatieve lading komt er energie vrij door de aantrekkingskracht, en is de potentiële energie bij een eindige afstand daarom negatief. Bij gravitatie is er ook aantrekking, daarom is de potentiële gravitatie-energie bij massa's op eindige afstand ook negatief.

## Elektrostatische potentiële energie
De  potentiële energie van een samenstel van ladingen {\displaystyle q_{1}} en {\displaystyle q_{2}} op een afstand {\displaystyle d} is
{\displaystyle E_{\text{potentiële}}=k{\frac {q_{1}q_{2}}{d}}}
met {\displaystyle k} de constante van Coulomb. De uitdrukking kan verkregen worden door de coulombkracht te integreren van oneindig naar afstand {\displaystyle d}. De onderlinge verdeling van de energie over de twee ladingen is onbepaald.

## Potentiële gravitatie-energie
Omdat er verschillende soorten krachten bestaan, zijn er ook verschillende soorten potentiële energie. Zo is zwaartekrachtenergie of potentiële gravitatie-energie de potentiële energie als gevolg van de zwaartekracht. In de omgeving van een klein stuk aardoppervlak wordt vaak de potentiële energie van een massa op een bepaald referentieniveau op nul gesteld, en worden hoogtes uitgedrukt ten opzichte van dat niveau.
Voor een voorwerp met massa {\displaystyle m} geldt op hoogte {\displaystyle h} de volgende uitdrukking voor de zwaartekrachtenergie van het voorwerp:
{\displaystyle E_{\text{pot}}=m\cdot g\cdot h}
Daarin zijn in SI-eenheden: 
{\displaystyle E_{\text{pot}}} de potentiële energie in joule (J)
{\displaystyle m} de massa in kilogram (kg)
{\displaystyle h} de hoogte in meter (m)
{\displaystyle g} de valversnelling in m/s² (ongeveer 9,81 m/s²)
Wanneer dit voorwerp zich echter op grote afstand van het aardoppervlak bevindt, is de zwaartekracht niet meer constant en geldt bovenstaande formule niet meer. De uitdrukking voor de potentiële gravitatie-energie wordt dan:
{\displaystyle E_{\text{pot}}=-G\cdot {\frac {m_{A}\cdot m}{r}}}
De potentiële energie op een afstand oneindig van de aarde wordt hier op nul gesteld, omdat zo de formule het eenvoudigst is (dat kan omdat, anders dan in veel andere gevallen, het energieverschil hier een eindige limiet heeft). De potentiële energie is zo altijd negatief, en neemt net als in het eerder genoemde model toe naarmate het voorwerp zich van de aarde verwijdert.
De zwaartekrachtspotentiaal is hier de potentiële energie per massa-eenheid, dit is in deze gevallen respectievelijk {\displaystyle g\cdot h} en {\displaystyle -G\cdot {\frac {m_{A}}{r}}}. Het tegengestelde van de gradiënt daarvan is de gravitatieversnelling. De richting is die waarin de potentiaal het snelste daalt, dit is naar de Aarde toe.

## Potentiële elastische energie
Een ander voorbeeld van potentiële energie is veerenergie of potentiële elastische energie. Een lineaire (ideale) veer met veerconstante {\displaystyle k} die over een afstand {\displaystyle \Delta l} uitgetrokken (of ingeduwd)wordt, heeft een toename van de veerenergie van:
{\displaystyle E_{\text{pot}}={\tfrac {1}{2}}k\cdot \Delta l^{2}}
De potentiële elastische energie kan ook uitgedrukt worden door middel van de kracht van de veer, want {\displaystyle F=k\cdot \Delta l}, dus:
{\displaystyle E_{\text{pot}}={\tfrac {1}{2}}F\cdot \Delta l}

## Andere voorbeelden
Ook een rotatieveer kan potentiële energie bezitten. Als deze veer geroteerd wordt over een bepaalde hoek {\displaystyle \theta }, dan heeft de veer een potentiële energie:
{\displaystyle E_{\text{pot}}={\tfrac {1}{2}}\,k\cdot \theta ^{2}}
waarin {\displaystyle k} de veerconstante is.

## Meer objecten
De potentiële energie van een samenstel van bijvoorbeeld vier ladingen of massa's is de som van de hoeveelheden potentiële energie van elk van de zes mogelijke tweetallen, mits de krachtwerkingen elkaar niet beïnvloeden. Het (scalaire) potentiaalveld van zo'n samenstel geeft voor iedere positie de toename van de potentiële energie van het geheel als er op die positie een eenheid van lading of massa bij zou komen. Het is de som van de potentiaalvelden van elke afzonderlijke lading of massa.